# Ferrera Erbognone
Ferrera Erbognone ist eine norditalienische Gemeinde (comune) mit 1064 Einwohnern (Stand 31. Dezember 2023) in der Provinz Pavia in der Lombardei. Die Gemeinde liegt etwa 24 Kilometer westsüdwestlich von Pavia in der Lomellina. Hier fließt der Arbogna (unter dem Namen Erbognona) in den Agogna.

## Verkehr
Der Bahnhof von Ferrera Erbognone (Ferrera Lomellina) liegt an der Bahnstrecke Pavia–Torreberetti.

## Infrastruktur
In Ferrera Erbognone befindet sich eine Überwachungsstation der Erdölleitung Oléoduc du Rhône.